# Buhler, Kansas
Buhler är en ort i Reno County i Kansas. Vid 2010 års folkräkning hade Buhler 1 327 invånare.